# SN 1966O
SN 1966O – niepotwierdzona supernowa odkryta 16 lutego 1966 roku w galaktyce Intergal. W momencie odkrycia miała maksymalną jasność 15,50m.